# Empis sororia
Empis sororia är en tvåvingeart som först beskrevs av Collin 1960.  Empis sororia ingår i släktet Empis och familjen dansflugor. Inga underarter finns listade i Catalogue of Life.